# Radek Uhlíř
Radek Uhlíř (29. dubna 1956 Praha – 8. dubna 2023 Vico Equense) byl výzkumný pracovník, daňový poradce, nakladatel, překladatel z angličtiny a fotograf.

## Život
Radek Uhlíř se narodil 29. dubna 1956 v Praze a mládí prožil v rodinném domě na pražské Ořechovce, kde bydlela jeho matka Hana Uhlířová< (překladatelka z francouzštiny a němčiny), jeho babička Bohuvěra (Věra) Skoupilová (za svobodna Hrůzová, 1901–1979; v mládí blízká přítelkyně spisovatele Karla Čapka) a teta – česká fotografka – Petra Skoupilová, která jej seznámila se základy fotografování. V roce 1974 absolvoval osmnáctiletý Radek měsíc trvající cestu po Itálii, která značnou měrou ovlivnila jeho budoucí záliby.   
Po maturitě zdárně dokončil vysokoškolská studia na Fakultě strojní ČVUT, kde získal titul inženýra, později, po návratu do Prahy v roce 2019, absolvoval Katedru vizuální tvorby na Vysoké škole kreativní komunikace (VŠKK). Studium na VŠKK ukončil bakalářskou prací Nová média a propaganda v nacistickém Německu. Další započaté studium oboru Provoz a řízení letecké dopravy na Vysoké škole obchodní už nedokončil.   
Radek Uhlíř pracoval mimo jiné ve Výzkumném ústavu strojírenské technologie a ekonomiky. Spoluzaložil jazykovou školu Modrý slon. V Bruselu při Evropské komisi pracoval 15 let jako překladatel, kromě odborných textů ale překládal i beletrii.
Spektrum zájmů a koníčků Radka Uhlíře bylo široké. Celoživotně se věnoval pilotování malých letadel a tématu letectví vůbec, závodům veteránů (tři vozy vlastnil), studiu jazyků, překládání, psaní vlastních textů, fotografování, kreslení a malování, kterému se věnoval od útlého mládí.
Radek Uhlíř byl členem občanské iniciativy Tmavomodří, která se (mimo jiné) zabývá (nejen) instalacemi pamětních desek věnovaných vzpomínce na československé piloty z druhé světové války, kteří působili v britském královském vojenském letectvu (RAF).
Osudy našich válečných letců se pomalu propadají do hlubin archívů. Snažíme se jejich památku připomenout na místech, kde bydleli, chodili do školy nebo bohužel i zahynuli.
Radek Uhlíř, Z projevu Radka Uhlíře za členy občanské iniciativy „Tmavomodří“, 
Radek Uhlíř zemřel 8. dubna 2023 ve Vico Equense, region Kampánie v jižní Itálii.

## Překlady
- Pastýř (F. Forsyth, The Shepherd, 1975). Kalibr, 2022; 96 stran; ISBN 978-80-2428-341-8.[16]
- Noc bodáků (E. Lee, Night of the Bayonets: The Texel Uprising and Hitler's Revenge, April-May 1945, 2020). Mladá fronta, 2021; 240 stran; ISBN 978-80-204-5688-5.[16]
- Tank PzKpfw VI TIGER I (D. Fletcher, kolektiv autorů). Extra Publishing, 2019; 162 stran; ISBN 978-80-7525-276-0.[16]
- Ve znamení střelce (C. A. Lewis, Sagittarius rising, 1936). Point blank, 1999; 220 stran; ISBN 80-902778-0-2.[16]
- Kdo financoval nástup Hitlera k moci: 1919-1933 (J. Pool, Who Financed Hitler: The Secret Funding of Hitler's Rise to Power, 1919-1933, 1978). Práh, 1998; 334 stran; ISBN 80-85809-51-6.[16]
- Apoštolové soudného dne (P. Gray, Ghosts of targets past The lives and lesses of a Lancaster crew in 1944-45, 1995). Mustang, 1997; 141 stran; ISBN 80-7191-206-9.[16]
- Malan - létající námořník (N. L. R. Franks, Sky Tiger – The Story of Sailor Malan, 1980). Mustang, 1996; 136 stran; ISBN 80-7191-127-5.[16]